# Saint-Laurent-de-Condel
Pour les articles homonymes, voir Saint-Laurent.
Saint-Laurent-de-Condel est une commune française située dans le département du Calvados en région Normandie, peuplée de 510 habitants.

## Géographie

### Communes limitrophes
| Mutrécy, Grimbosq        | Boulon                  | Boulon  |
| Les Moutiers-en-Cinglais | Saint-Laurent-de-Condel | Barbery |
| Espins                   | Fresney-le-Vieux        | Barbery |

### Hydrographie
La commune est située dans le bassin Seine-Normandie. Elle est drainée par le ruisseau de la Grande Vallée, le ruisseau de Coupe-Gorge, le cours d'eau 01 de la Source Yvette, le Tourtous, le fossé 01 de la Fontaine Guéret et le fossé 01 des Céleris,,.

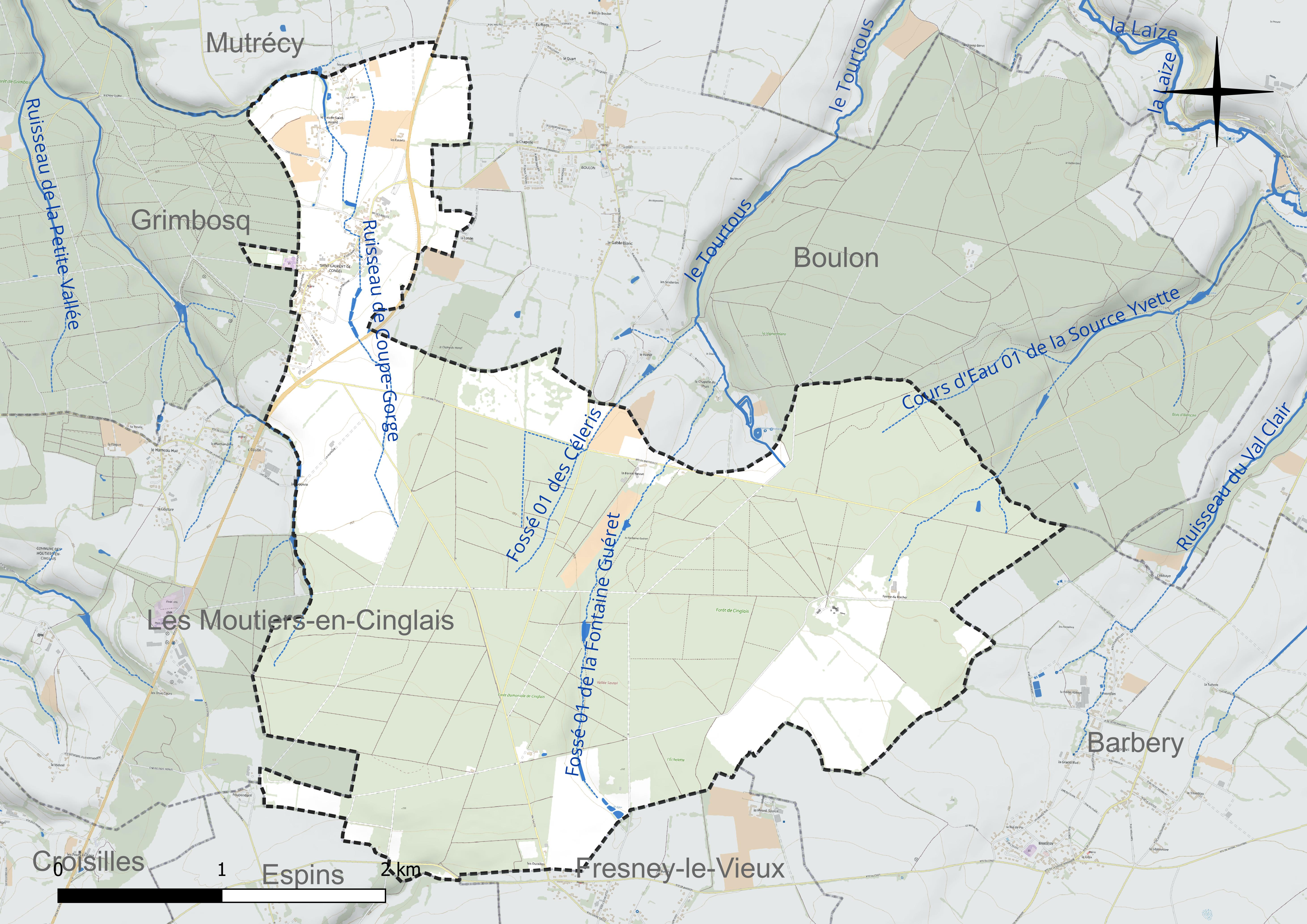
Réseau hydrographique de Saint-Laurent-de-Condel.

### Climat
Pour des articles plus généraux, voir Climat de la Normandie et Climat du Calvados.
En 2010, le climat de la commune est de type climat océanique franc, selon une étude du CNRS s'appuyant sur une série de données couvrant la période 1971-2000. En 2020, Météo-France publie une typologie des climats de la France métropolitaine dans laquelle la commune est exposée à un climat océanique et est dans la région climatique Normandie (Cotentin, Orne), caractérisée par une pluviométrie relativement élevée (850 mm/a) et un été frais (15,5 °C) et venté. Parallèlement le GIEC normand, un groupe régional d'experts sur le climat, différencie quant à lui, dans une étude de 2020, trois grands types de climats pour la région Normandie, nuancés à une échelle plus fine par les facteurs géographiques locaux. La commune est, selon ce zonage, exposée à un « climat contrasté des collines », correspondant au Bocage normand, bien arrosé, voire très arrosé sur les reliefs les plus exposés au flux d'ouest, et frais en raison de l'altitude.
Pour la période 1971-2000, la température annuelle moyenne est de 10,6 °C, avec  une amplitude thermique annuelle de 12,8 °C. Le cumul annuel moyen de précipitations est de 795 mm, avec 12,1 jours de précipitations en janvier et 7,6 jours en juillet. Pour la période 1991-2020, la température moyenne annuelle observée sur la station météorologique la plus proche, située sur la commune de Fresney-le-Vieux à 5 km à vol d'oiseau, est de 10,8 °C et le cumul annuel moyen de précipitations est de 826,3 mm,. Pour l'avenir, les paramètres climatiques de la commune estimés pour 2050 selon différents scénarios d'émission de gaz à effet de serre sont consultables sur un site dédié publié par Météo-France en novembre 2022.

## Urbanisme

### Typologie
Au 1er janvier 2024, Saint-Laurent-de-Condel est catégorisée commune rurale à habitat dispersé, selon la nouvelle grille communale de densité à 7 niveaux définie par l'Insee en 2022.
Elle est située hors unité urbaine. Par ailleurs la commune fait partie de l'aire d'attraction de Caen, dont elle est une commune de la couronne,. Cette aire, qui regroupe 296 communes, est catégorisée dans les aires de 200 000 à moins de 700 000 habitants,.

### Occupation des sols
L'occupation des sols de la commune, telle qu'elle ressort de la base de données européenne d'occupation biophysique des sols Corine Land Cover (CLC), est marquée par l'importance des forêts et milieux semi-naturels (65,7 % en 2018), en augmentation par rapport à 1990 (64,8 %). La répartition détaillée en 2018 est la suivante : 
forêts (62,9 %), terres arables (17,8 %), prairies (13,3 %), zones urbanisées (2,7 %), milieux à végétation arbustive et/ou herbacée (2,7 %), zones agricoles hétérogènes (0,5 %). L'évolution de l'occupation des sols de la commune et de ses infrastructures peut être observée sur les différentes représentations cartographiques du territoire : la carte de Cassini (XVIIIe siècle), la carte d'état-major (1820-1866) et les cartes ou photos aériennes de l'IGN pour la période actuelle (1950 à aujourd'hui).

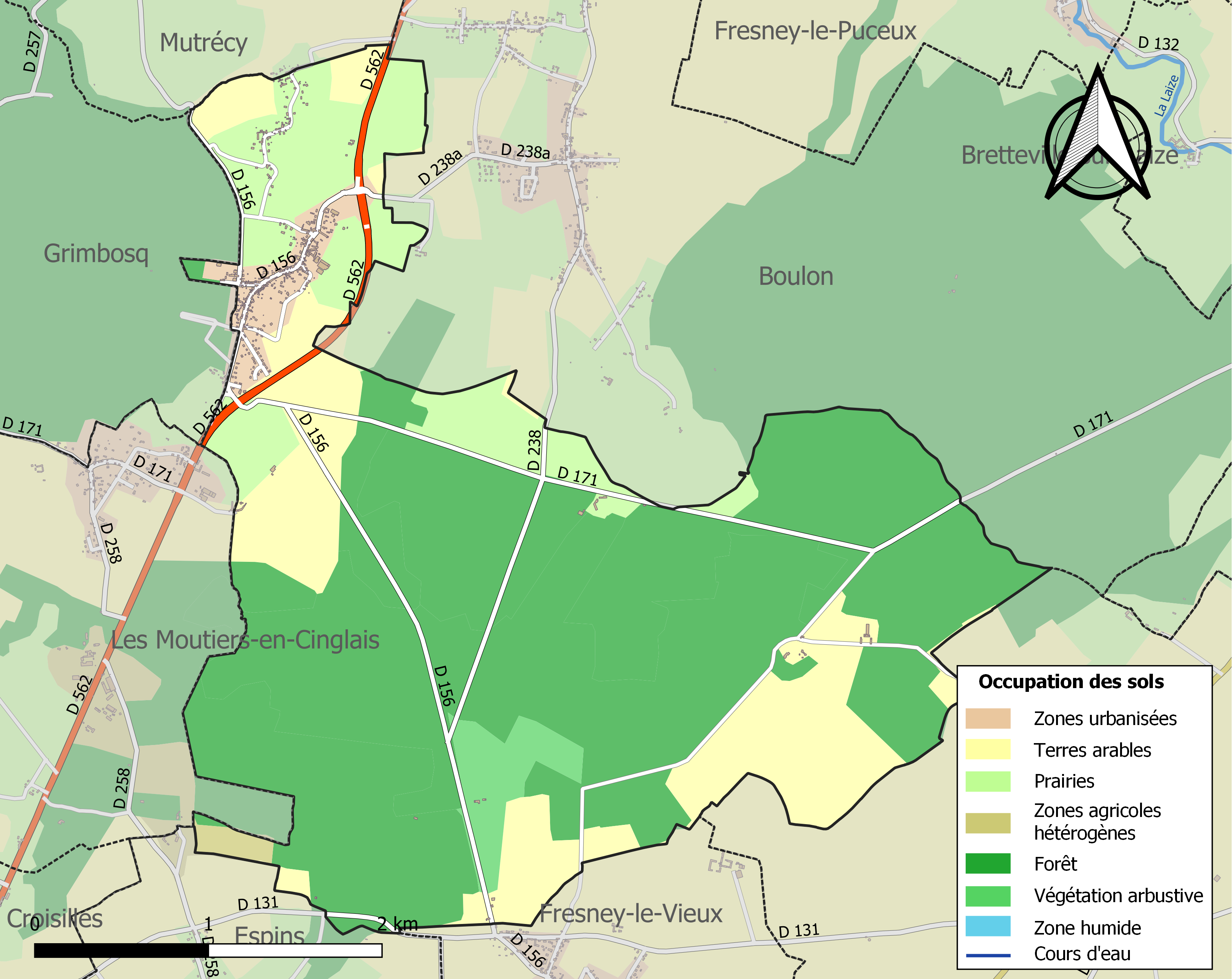
Carte des infrastructures et de l'occupation des sols de la commune en 2018 (CLC).

## Toponymie
Le nom de la localité est attesté sous les formes Sanctus Laurentius de Condello vers l350, Saint Laurent de Condel en 1793, Saint-Laurent-de-Condé en 1801.
L'édification de l'église dédiée à saint Laurent commence au XIe siècle.
« L'étude étymologique du nom « condel » ne nous apporte guère d'éclaircissements. Sous son ancienne forme condeel, il représente un diminutif de condé qui est lui-même la forme vulgaire la plus répandue de l'antique condate. « Condate » doit être pré-gaulois puisque les Gaulois utilisaient le mot celtique comboro pour désigner le confluent. On peut se demander où se trouve le confluent qui a justifié cette appellation. On parle de confluent même s'il s'agit de ruisseaux et il ne faut pas être trop exigeant pour la précision géographique. Le lieu désigné « condel » est parfois à un, ou deux kilomètres du lieu topographique ».
Condel pourrait donc désigner le confluent des ruisseaux de la « Fontaine Saint Martin » et de la « Fontaine de la Patte », encore visible à la fin du XVIIIe siècle et situé au sud de l'église.

## Histoire
Sous la Révolution, Saint-Laurent-de-Condel absorbe le territoire de la commune d'Acre.

## Politique et administration
| Période                                  | Période   | Identité           | Étiquette | Qualité           |
| ---------------------------------------- | --------- | ------------------ | --------- | ----------------- |
| 1977                                     | mars 2008 | Claude Hardy       | SE        |                   |
| mars 2008                                | juin 2018 | Louis Corbière     | SE        | Cadre d'assurance |
| octobre 2018                             | En cours  | Vincent Chataigner | SE        | Agent de maitrise |
| Les données manquantes sont à compléter. |           |                    |           |                   |

## Démographie
L'évolution du nombre d'habitants est connue à travers les recensements de la population effectués dans la commune depuis 1793. Pour les communes de moins de 10 000 habitants, une enquête de recensement portant sur toute la population est réalisée tous les cinq ans, les populations de référence des années intermédiaires étant quant à elles estimées par interpolation ou extrapolation. Pour la commune, le premier recensement exhaustif entrant dans le cadre du nouveau dispositif a été réalisé en 2007.
En 2022, la commune comptait 510 habitants, en évolution de +3,66 % par rapport à 2016 (Calvados : +1,58 %, France hors Mayotte : +2,11 %).
| 1793 | 1800 | 1806 | 1821 | 1831 | 1836 | 1841 | 1846 | 1851 |
| ---- | ---- | ---- | ---- | ---- | ---- | ---- | ---- | ---- |
| 489  | 566  | 597  | 510  | 518  | 524  | 518  | 555  | 541  |

| 1856 | 1861 | 1866 | 1872 | 1876 | 1881 | 1886 | 1891 | 1896 |
| ---- | ---- | ---- | ---- | ---- | ---- | ---- | ---- | ---- |
| 552  | 522  | 536  | 476  | 447  | 415  | 425  | 404  | 390  |

| 1901 | 1906 | 1911 | 1921 | 1926 | 1931 | 1936 | 1946 | 1954 |
| ---- | ---- | ---- | ---- | ---- | ---- | ---- | ---- | ---- |
| 394  | 380  | 332  | 308  | 325  | 274  | 268  | 322  | 300  |

| 1962 | 1968 | 1975 | 1982 | 1990 | 1999 | 2006 | 2007 | 2012 |
| ---- | ---- | ---- | ---- | ---- | ---- | ---- | ---- | ---- |
| 342  | 344  | 386  | 417  | 413  | 447  | 507  | 515  | 477  |

| 2017 | 2022 | - | - | - | - | - | - | - |
| ---- | ---- | - | - | - | - | - | - | - |
| 501  | 510  | - | - | - | - | - | - | - |

## Lieux et monuments
- L'église Saint-Laurent du XVIIIe siècle dont le chœur du XIIIe siècle fait l'objet d'une inscription au titre des monuments historiques depuis le 18 mars 1927[32].
- Le château Saint-Hubert du XIXe siècle[33].
- Le manoir d'Arthur du XVIe siècle[34].
- La forêt de Grimbosq et la forêt de Cinglais.
- Le lavoir de la rue de la Fontaine.
- Le calvaire avec le Christ, la vierge Marie et saint Jean, sur la route nationale[35].
- La statue du Sacré-cœur érigée en 1899[36] entre la route départementale 156 et la rue du Bosq.
- Le monument aux morts aux morts des deux guerres mondiales devant l'église.
- Les restes d'une très grande enceinte de terre[37].

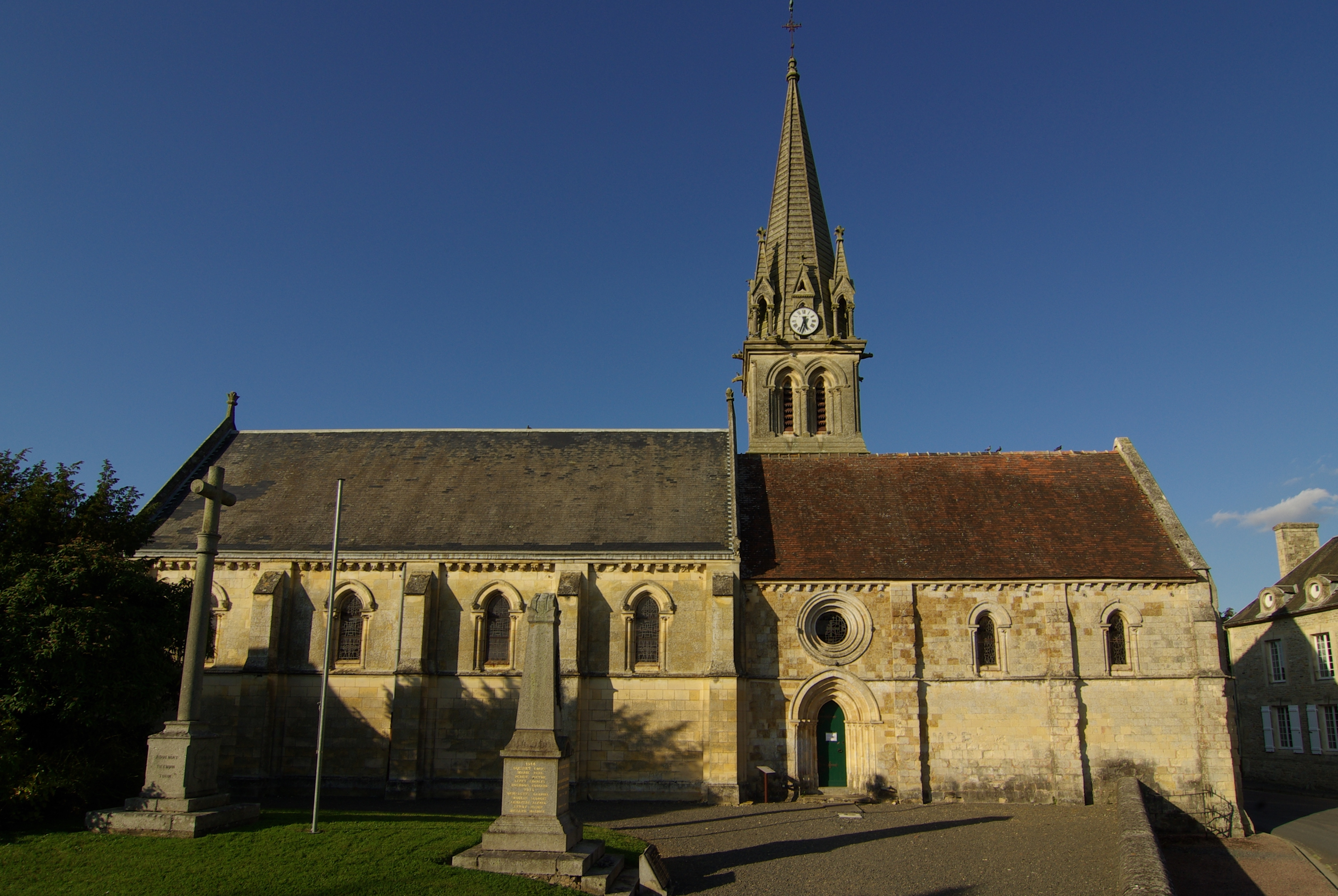
L'église Saint-Laurent.
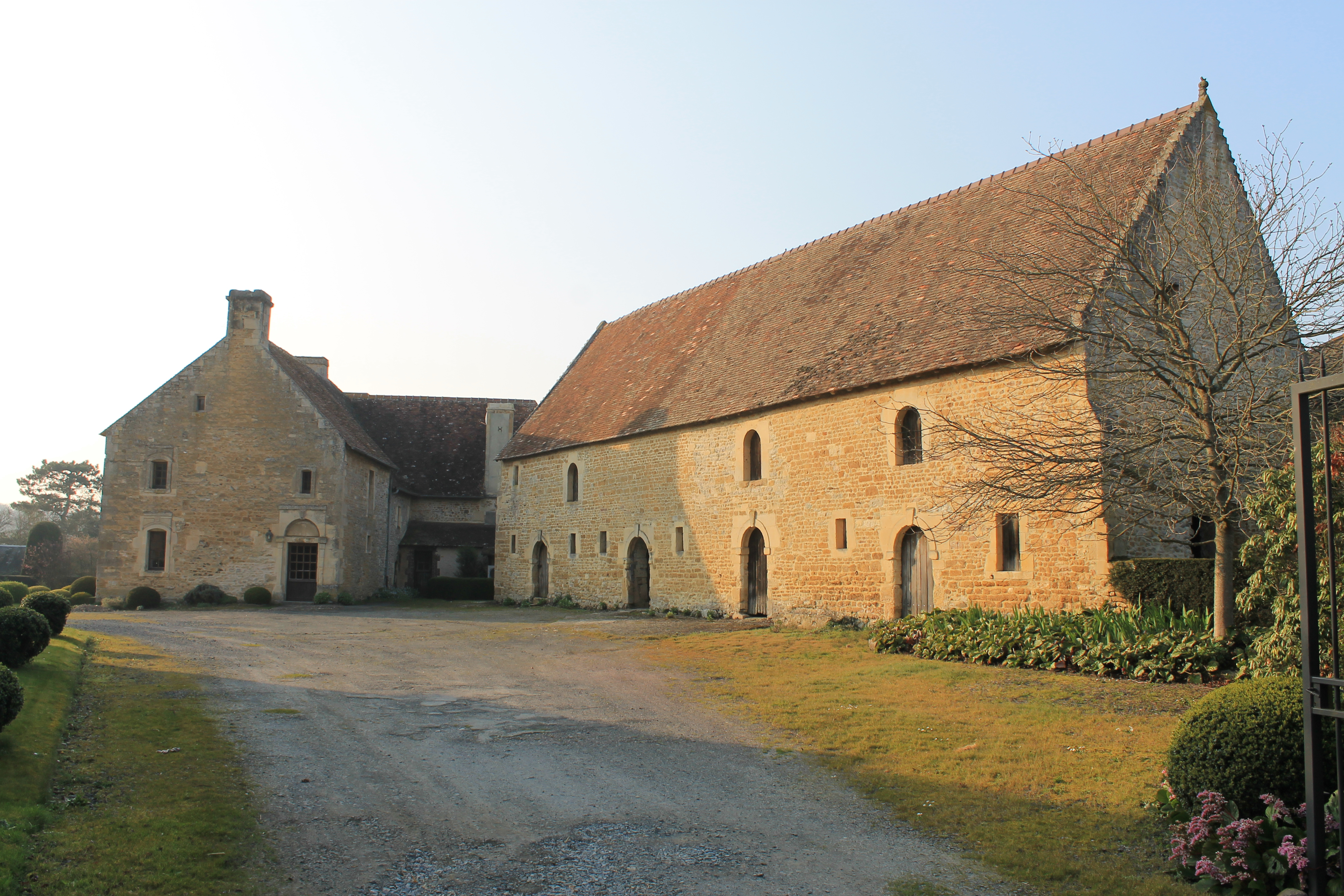
Le manoir d'Arthur.
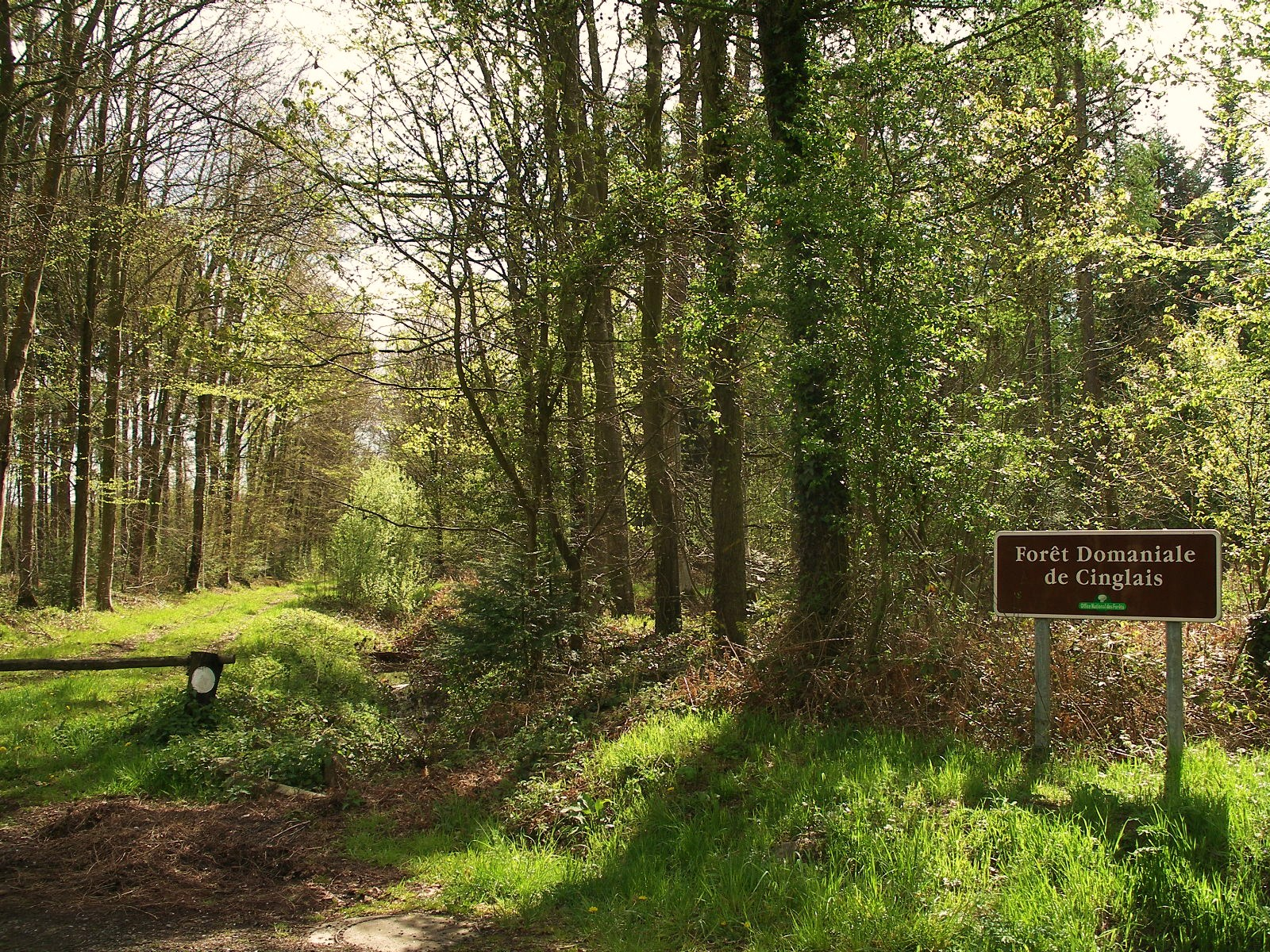
La forêt de Cinglais.
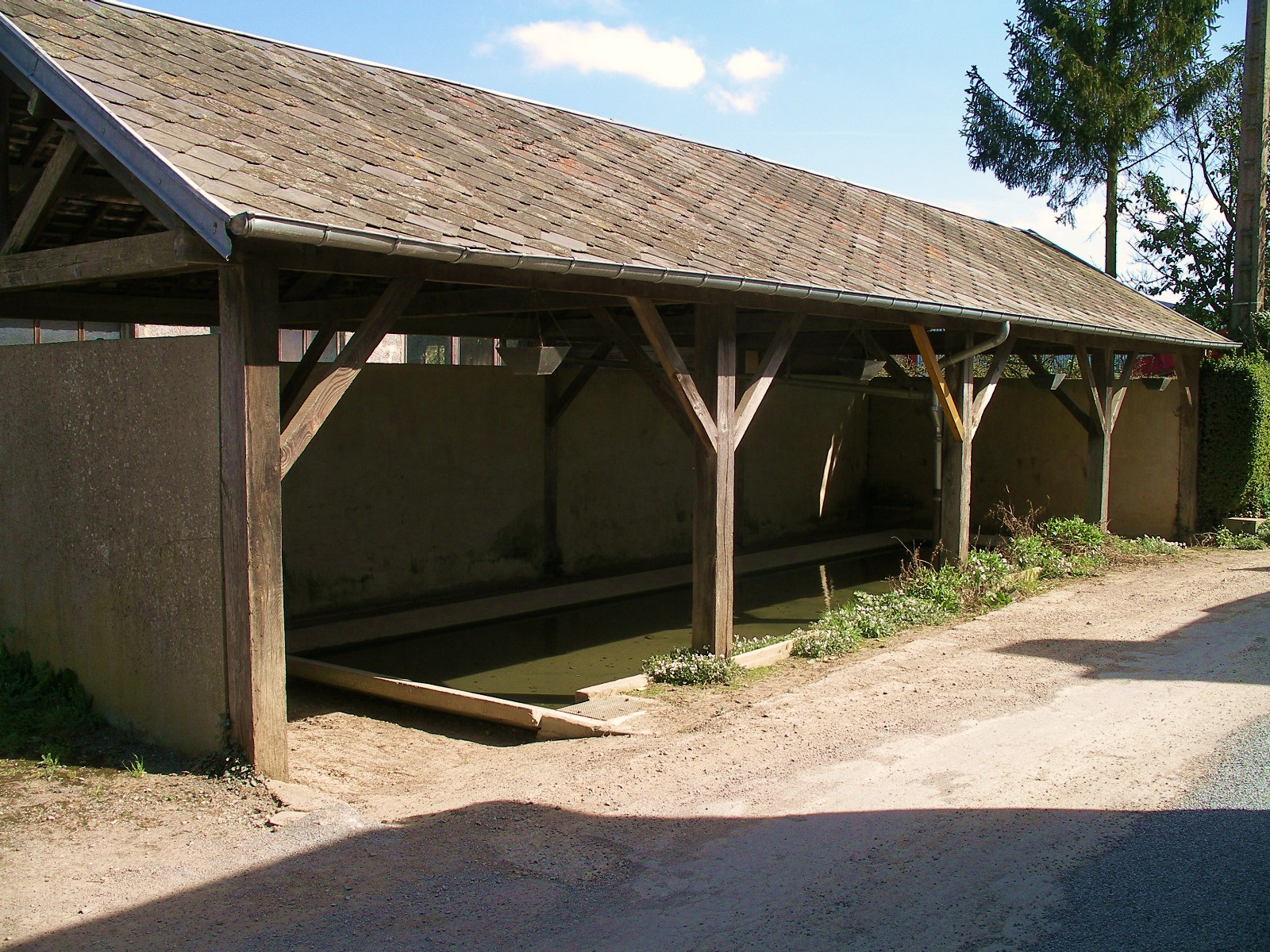
Le lavoir.

## Activité et manifestations

### Sports
- Le Football Club laurentais (FCL) fait évoluer une équipe senior de football en division de district[38].